# Diapetimorpha bellatoria
Diapetimorpha bellatoria là một loài tò vò trong họ Ichneumonidae.